# 松山町 (福島市)
松山町（まつやまちょう）は、福島県福島市の町名。丁番を持たない単独町名である。郵便番号は960-8228。

## 地理
市の本庁所管にあたる中央東地域（五十辺地区）に属し、中心市街地の北東部に位置する。東西は福島市道田中島南下釜線から祓川にかけて、南北は国道115号から松川にかけての範囲を町域とする。北で本内と、東で北から本内字南下釜、茶屋下、道前、北ノ前、田中島と、南東で八島町と、南西で入江町と、西で南から岩谷、坂登、岩ノ前、山際、滝元、山居とそれぞれ隣接する。上町に所在する 福島警察署及び天神町に所在する福島消防署のそれぞれ管轄にあたる。市内中央地域において○○町と名付けられている町名としては唯一、五十辺地区に区分されており、また他町と異なり住居表示も行われていない（中央地域内で住居表示の行われていない○○町と名付けられている地域は他に南町がある）。中央を南北に国道4号が貫き沿線には商業施設が立地し、その裏手には住宅地が広がる。

### 河川
- 松川
  - 祓川

## 歴史
1940年代に従来の大字五十辺を廃し、地番呼称変更が行われ設置された。

## 世帯数と人口
2021年（令和3年）11月30日現在の世帯数と人口は以下の通りである。
| 町丁   | 世帯数  | 人口  |
| ------ | ------- | ----- |
| 松山町 | 281世帯 | 546人 |

## 小・中学校の学区
市立小・中学校に通う場合、学区は以下の通りとなる。
| 番地 | 小学校                 | 中学校                 |
| ---- | ---------------------- | ---------------------- |
| 全域 | 福島市立福島第三小学校 | 福島市立福島第三中学校 |

## 交通

### 鉄道
- 域内に鉄道施設は現在存在しない。

### 道路
- 国道4号
  - 松川橋
- 国道115号
- 福島市道松山町4号線（旧奥州街道、旧国道4号）

### バス
福島交通路線バス
グランド前
- 1番ポール
  - 伊達・上ヶ戸経由掛田駅前
  - 伊達経由保原
  - 伊達経由北福島医療センター
  - 伊達経由湯野
  - 信夫山循環4号線先回り
  - 宮代団地
  - 本内経由田町（伊達）
  - 桑折
  - 藤田
- 2番ポール
  - 福島駅東口

## 施設
- 福島市ふれあい歴史館
  - 福島市史編纂室
- 福島日産自動車福島岩前店・岩前工場
- 日産部品福島販売福島営業所
- 福島マツダ福島店
- 西松屋福島松山店